# Great Ouse
Great Ouse – rzeka w Wielkiej Brytanii we wschodniej Anglii, o długości ok. 240 km, jest czwartą rzeką w Wielkiej Brytanii pod względem długości. Uchodzi do Morza Północnego. Większe miasta leżące nad rzeką: Huntingdon, Bedford, Buckingham oraz region The Fens.
- Główne dopływy:
  - Tove
  - Ouzel
  - Ivel
  - Kym
  - Cam
  - Lark
  - Little Ouse
  - Wissey
  - Old Bedford
  - New Bedford
  - Babingley
  - Gaywood